# Las Ketchup
Las Ketchup, у преводу са шпанског Кечап, је шпанска девојачка група. Основана је 2002. године у Кордоби, а чине га четири сестре Муњоз, иако су често наступале као трио. Изводе латино поп нумере са елементима традиције Андалузије.
Најпознатије су по планетарном хиту “The Ketchup Song (Aserejé)”, који је као сингл продат у више од 7 милиона копија широм света, а песма је била на првом месту топ листа у преко 20 земаља. Песма је постала популарна и због пратеће плесне кореографије.
Група је издала два студијска албума. Представљале су Шпанију на Песми Евровизије 2006. у Атини. с песмом “Un Blodymary”.

## Дискографија

### Албуми
- “” (2002)
- “” (2006)

### Синглови
- “” (2002)
- “” (2002)
- “” (2006)